# 那讷口岸
22°22′28″N 106°34′42″E / 22.374421°N 106.578445°E
那讷口岸，另译那诺口岸，又称坡马口岸，是越南諒山省长定县国庆社那讷地区的一个边境口岸。
该口岸与中华人民共和国广西壮族自治区龙州县的那花边民互市通道相接。